# كاترين كول
كاترين كول (بالإنجليزية: Catherine Cole)‏ هي بروفيسورة أسترالية، ولدت في 12 سبتمبر 1950.